# Goveda
Skupina Bovinae su potporodica šupljorožaca. Obilježava ih krupno, bačvasto tijelo. Oba spola imaju rogove. 
U skupinu spadaju sljedeći rodovi:
- Rod Pseudoryx

- vijetnamsko šumsko govedo (Pseudoryx nghetinhensis)

- Rod bivoli (Bubalus)

- azijski vodeni bivol (Bubalus bubalis)
- tamarau (Bubalus mindorensis)
- močvarni bivol (Bubalus depressicornis)
- planinski bivol (Bubalus quarlesi)

- Rod Syncerus

- afrički bivol (Syncerus caffer)

- Rod goveda (Bos)

- divlje govedo (Bos taurus), od kojeg potječu domaće govedo (B. t. taurus) i zebu (B. t. indicus)
- kambodžansko šumsko govedo (Bos sauveli)
- banteng (Bos javanicus) (javansko govedo)
- gaur (Bos gaurus)
- jak (Bos grunniens)

- Rod bizoni (Bison)

- američki bizon (Bison bison)
- europski bizon (Bison bonasus)

Razgraničenja su sporna. Tako je jedna potporodica afričko-azijskih antilopa (Tragelaphinae) vrlo blisko srodna s ovom skupinom Bovinae, da ih se često smješta zajedno u istu potporodicu. Četveroroga antilopa se ponekad (kao ovdje) svrstava u goveda, a ponekad u antilope. Vijetnamsko šumsko govedo, otkriveno tek 1990-ih neki zoolozi su svrstavali u potporodicu Caprinae, zajedno s kozama.
Razvojno gledano, goveda su vrlo mlada skupina. Najraniji fosilni nalazi goveda dokazani su u pliocenu. Širili su se vjerojatno iz Azije u Europu, Sjevernu Ameriku i Afriku. U pleistocenu bili su zastupljeni velikim brojem vrsta.
U svakodnevnom govoru često se sasvim proizvoljno koriste razni nazivi rodova za životinje iz drugih rodova, što može dovesti do zabuna, iako nema nikakvo značenje za sistematiku.

## Vanjske poveznice

### Ostali projekti
|  | Zajednički poslužitelj ima još gradiva o temi Goveda |
|  | Wikivrste imaju podatke o taksonu Bovinae            |